# أنطونيو أوقستو دوس سانتوس
أنطونيو أوقستو دوس سانتوس (بالبرتغالية: António Augusto dos Santos‏) هو عسكري برتغالي، (ولد في Freixo de Espada à Cinta ‏ في البرتغال 1907  م).